# Palau de Justícia de París
El Palau de Justícia de París és l'edifici on estan els tribunals de justícia de la capital francesa. Està situat en una illa enmig del riu Sena, l'île de la Cité. Ocupa el mateix lloc des de l'edat mitjana, encara que l'aspecte actual és el resultat d'una remodelació que es van fer al segle xix. Allotja el Tribunal Superior (Tribunal de Grande Instance TGI), el Tribunal d'Apel·lacions i el Tribunal de Cassació. Està previst el trasllat del TGI a la nova Ciutat de la Justícia situada en el 17è districte de París.

## Història de l'edifici
En època gal·loromana hi va aver en aquest lloc una basílica romana en què, entre altres funcions, devia estar la seu del poder judicial en aquesta ciutat. Quan els reis merovingis van assumir el poder en aquests territoris, van fer construir un palau, dins del qual hi havia sales destinades als jutges. Felip II va donar prioritat a París sobre les altres ciutats del regne dels francs i això va fer que el tribunal de París tingués preeminència. Aquest rei també va crear el càrrec de Concierge, que era un alt funcionari encarregat del bon funcionament de les sales del palau destinades als jutges i també de les sales per als detinguts. En època de Felip IV el palau reial s'havia ampliat tant que la zona destinada als jutjats formava un cos a banda, anomenat com avui dia Palau de Justícia, amb la presó annexa que anomenaven Conciergerie.

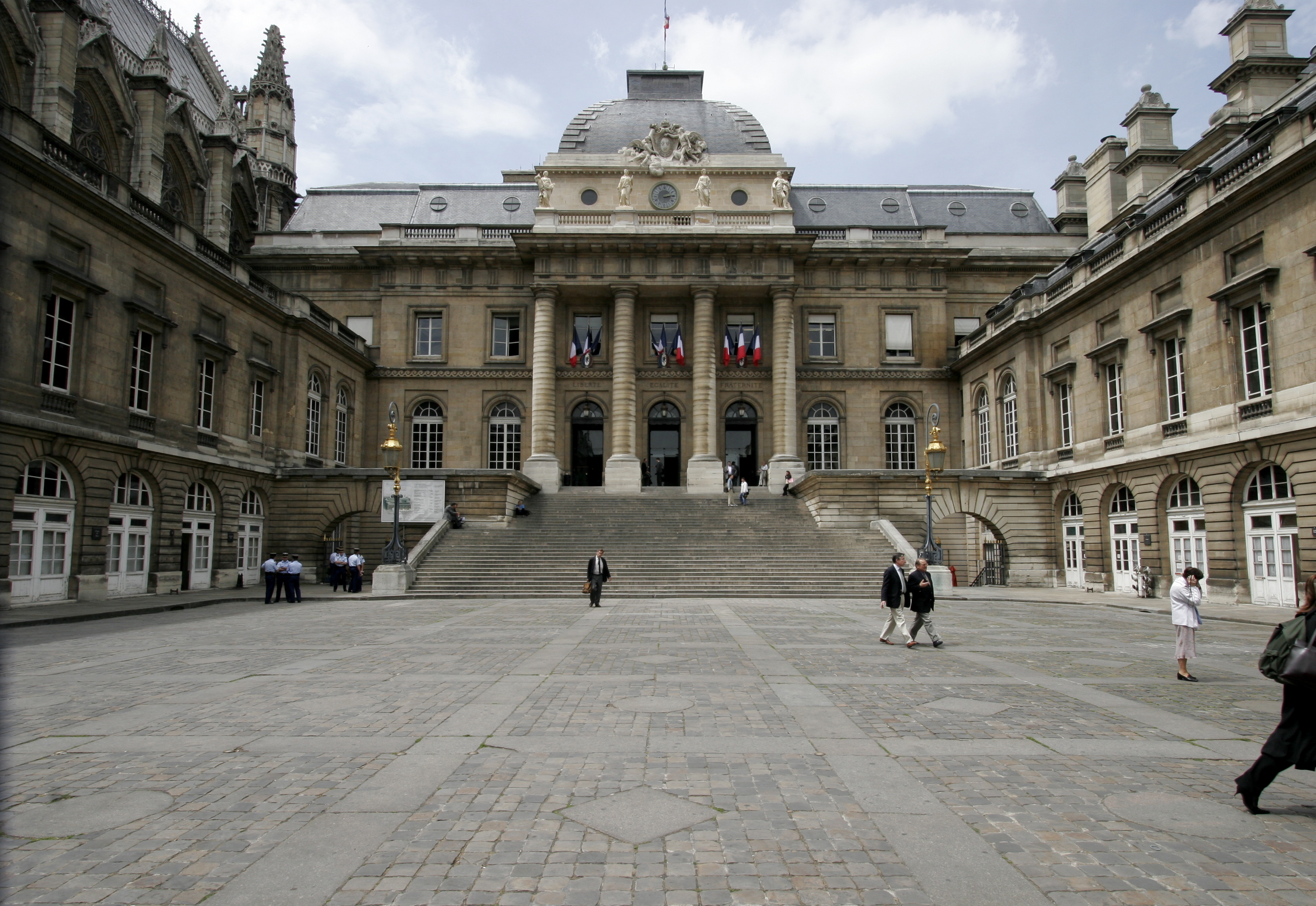
Pati de Maig.

A finals de la Comuna, els soldats de Napoleó, decebuts per la caiguda del seu líder van calar foc a alguns edificis de París; un d'aquests incendis va afectar la façana que dona a la plaça Dauphiné, però el 1840 es va decidir refer tot l'edifici. Va ser reconstruït entre el 1857 i el 1868 pels arquitectes Joseph-Louis Duc i Honoré Daumet. Un cop inaugurat, l'edifici va rebre una distinció: el Gran Premi de l'Emperador com a millor treball d'art fet a França durant la seva dècada.
Destaca la tanca de reixa en ferro forjat amb les puntes daurades, obra de Bigonnet el 1776, que dona accés al Pati de Maig, anomenat així perquè antigament cada primer de maig els jutges plantaven un arbre. Un altre element destacat de la construcció és l'escala que duu a la Sala dels Passos Perduts i a la Sala Daurada (actualment Primera Sala del Tribunal Civil).

## Funcions
Al començament consistia en dues sales amb dos tribunals de justícia: un per judicis de nobles i l'altre per a ciutadans. Al segle xiv el càrrec de jutge era designat pel rei, al segle xvi cada jutge el podia transferir a qui ell volia, després va esdevenir hereditari. Durant la Revolució aquests tribunals es van substituir per un sol anomenat Tribunal Revolucionari, que no es reunia en el palau de justícia sinó al costat, en l'antiga sala de reunions del parlament, que van reanomenar Sala de la Llibertat. Aquest tribunal estava dirigit per Fouquier-Tinville, que estava assistit per un jurat format per dotze membres. Robespierre va presentar una llei que la Convenció Nacional va aprovar, segons la qual els detinguts quedaven privats de tots els drets, no es podia apel·lar a les decisions del tribunal i les sentències de mort s'executarien el mateix dia. El Tribunal Revolucionari fou abolit el 7 de maig del 1795, havia sentenciat a mort 2.780 persones en 718 dies.
Reinstaurada la monarquia a França, el Palau de Justícia va tornar al seu funcionament habitual. En època moderna, ha estat la seu de tres institucions de la República Francesa: el Tribunal Superior (Tribunal de Grande Instance TGI), el Tribunal d'Apel·lacions i el Tribunal de Cassació. Encara ho és dels dos segons, mentre que el primer es va traslladar el 2018 a la Ciutat de la Justícia, situada en el 17è districte de París. Les funcions d'aquests organismes són:
- El Tribunal Superior (TGI) té competència nacional en qüestions de: crim contra la humanitat, crim de guerra, crims i delictes comesos fora del territori per membres de les forces armades franceses o contra ells en temps de pau (des de l'abolició del Tribunal de les Forces Armades de París el 2012), corrupció i frau fiscal, terrorisme; també té competències a nivell interregional en temes complexes de: economia i finances, sanitat, accidents col·lectius.
- El Tribunal d'Apel·lacions és la més alta instància a la qual es pot apel·lar una resolució. El 2017 tenia 222 magistrats i 72 fixos.[7]
- El Tribunal de Cassació és el tribunal de més rang en el sistema judicial francès; consta de sis sales: una per a delictes criminals i cinc per a delictes civils. Decideix sobre recursos de cassació i anul·lacions de decisions de jutges que han estat preses sobre males interpretacions de la llei.[8]